# ووزدویژنکا (سرزمین آلتای)
ووزدویژنکا (به لاتین: Vozdvizhenka) یک منطقهٔ مسکونی در روسیه است که در سرزمین آلتای واقع شده‌است.